# Smeringopus
Smeringopus je rod pavouků z čeledi třesavkovití (Pholcidae). Byl poprvé popsán Eugène Louis Simonem.
Rod Smeringopus má 55 druhů. Díky tomu je to druhově nejbohatší rod třesavkovitých v Africe.

## Druhy
Zde je seznam uznávaných druhů rodu Smeringopus:
- Smeringopus arambourgi
- Smeringopus atomarius
- Smeringopus badplaas
- Smeringopus blyde
- Smeringopus bujongolo
- Smeringopus butare
- Smeringopus bwindi
- Smeringopus carli
- Smeringopus chibububo
- Smeringopus chogoria
- Smeringopus cylindrogaster
- Smeringopus dehoop
- Smeringopus dundo
- Smeringopus florisbad
- Smeringopus hanglip
- Smeringopus harare
- Smeringopus hypocrita
- Smeringopus isangi
- Smeringopus kalomo
- Smeringopus katanga
- Smeringopus koppies
- Smeringopus lesnei
- Smeringopus lesserti
- Smeringopus lineiventris
- Smeringopus lotzi
- Smeringopus lubondai
- Smeringopus luki
- Smeringopus lydenberg
- Smeringopus mayombe
- Smeringopus mgahinga
- Smeringopus mlilwane
- Smeringopus moxico
- Smeringopus mpanga
- Smeringopus natalensis
- Smeringopus ndumo
- Smeringopus ngangao
- Smeringopus oromia
- Smeringopus pallidus
- Smeringopus peregrinoides
- Smeringopus peregrinus
- Smeringopus principe
- Smeringopus roeweri
- Smeringopus rubrotinctus
- Smeringopus ruhiza
- Smeringopus sambesicus
- Smeringopus saruanle
- Smeringopus sederberg
- Smeringopus similis
- Smeringopus thomensis
- Smeringopus tombua
- Smeringopus turkana
- Smeringopus ubicki
- Smeringopus uisib
- Smeringopus zonatus
- Smeringopus voi